# Pontus Hanson
Pontus Hanson (Kristinehamn, Värmland, 24 de maig de 1884 – Estocolm, 4 de desembre de 1962) va ser un waterpolista i nedador suec que va competir durant el primer quart del segle xx. En el seu palmarès destaquen quatre medalles als Jocs Olímpics, tres en la competició de waterpolo i una en la de natació.
El 1908, a Londres guanyà la medalla de bronze en la competició de Waterpolo i en els 200 metres braça del programa de natació.
Als Jocs Olímpics de 1912, a Estocolm, guanyà la medalla de plata en waterpolo, mentre era eliminat en sèries dels 200 metres braça. La darrera participació en uns Jocs fou a Anvers, el 1920, on guanyà la medalla de bronze de waterpolo.